# District de Barabanki
Le district de Barabanki (en hindi : बाराबंकी ज़िला, en ourdou : بارابنکی ضل) est l'un des districts de la division de Faizabad dans l'État de l'Uttar Pradesh en Inde.

## Description
Le centre administratif du district est la ville de Barabanki. 
La superficie du district est de 4 402 km2 et la population était en 2011 de 3 260 699 habitants.
Son taux d'alphabétisation est de 47,39%.